# Sumner (Misisipi)
Sumner es un pueblo del Condado de Tallahatchie, Misisipi, Estados Unidos. Según el censo de 2000 tenía una población de 407 habitantes y una densidad de población de 280.6 hab/km².

## Demografía
Según el censo de 2000, había 407 personas, 148 hogares y 105 familias residiendo en la localidad. La densidad de población era de 280,6 hab./km². Había 158 viviendas con una densidad media de 108,9 viviendas/km². El 57,99% de los habitantes eran blancos, el 39,07% afroamericanos, el 2,21% asiáticos y el 0,74% pertenecía a dos o más razas. El 0,25% de la población eran hispanos o latinos de cualquier raza.
Según el censo, de los 148 hogares en el 31,8% había menores de 18 años, el 47,3% pertenecía a parejas casadas, el 20,3% tenía a una mujer como cabeza de familia y el 28,4% no eran familias. El 23,0% de los hogares estaba compuesto por un único individuo y el 12,8% pertenecía a alguien mayor de 65 años viviendo solo. El tamaño promedio de los hogares era de 2,67 personas y el de las familias de 3,14.
La población estaba distribuida en un 27,5% de habitantes menores de 18 años, un 6,1% entre 18 y 24 años, un 24,8% de 25 a 44, un 24,6% de 45 a 64 y un 17,0% de 65 años o mayores. La media de edad era 40 años. Por cada 100 mujeres había 86,7 hombres. Por cada 100 mujeres de 18 años o más, había 86,7 hombres.
Los ingresos medios por hogar en la localidad eran de 25.000 dólares ($) y los ingresos medios por familia eran 35.208 $. Los hombres tenían unos ingresos medios de 40.625 $ frente a los 15.000 $ para las mujeres. La renta per cápita para la ciudad era de 20.056 $. El 37,2% de la población y el 25,2% de las familias estaban por debajo del umbral de pobreza. El 48,9% de los menores de 18 años y el 29,7% de los habitantes de 65 años o más vivían por debajo del umbral de pobreza.

## Geografía
Según la Oficina del Censo de los Estados Unidos, la localidad tiene un área total de 1,5 km², todos ellos correspondientes a tierra firme.